# Операція «Сарненський хрест»
Операція «Са́рненський хре́ст» — бойова операція часів Другої світової війни, проведена радянськими партизанами біля м. Сарни (Рівненська область) з 1 по 6 грудня 1942 року. Одна із найуспішніших операцій під командуванням С. А. Ковпака в ході рейду по Правобережній Україні. Вночі проти 5 грудня 1942 року 5 груп, створених для здійснення операції, одночасно висадили в повітря 5 мостів через річки Случ і Горинь. Внаслідок операції на 15 діб було припинено рух поїздів через залізничний вузол Сарни.

## Передумови
У ніч на 27 листопада 1942 року Путивльський об'єднаний партизанський загін під командуванням Ковпака захопив районний центр Лельчиці (Гомельська область, Білорусь), практично повністю знищивши його гарнізон. Допомога, послана в Лельчиці окупаційною адміністрацією, також була розгромлена.
Настав переломний момент у Другій світовій війні. Червона армія перейшла у контрнаступ і оточила армію Паулюса під Сталінградом. В таких умовах німцям було тяжко протистояти потужним партизанським угрупованням Ковпака і Сабурова.
Покинувши зачищені Лельчиці і, пройшовши менше ніж за добу, близько 60 кілометрів на південний захід, з'єднання Ковпака зупинилося на стоянку серед заболочених лісів на межі України і Білорусі. 27 листопада 1942 року штаб і перший батальйон з'єднання розмістився у селі Глушкевичі, решта батальйонів — в навколишніх селах Приболовичі та Милашевичі.
Перед партизанськими з'єднаннями, які проводили рейд по Правобережній Україні, командуванням було поставлено два основних завдання — створити на Поліссі партизанський край і перешкоджати постачанню фронтових частин противника. Після зачистки ковпаківцями Лельчиць, а сабуровцями — Словечного, територія, вільна від німців і їх супутників, розширилася і покривала тепер значну частину лісів південніше Пінська і Мозиря. Що ж до операцій на залізницях — то поки рейди партизанів обмежувалися разовими диверсіями — псуванням полотна і підривами ешелонів.

## Планування операції

Карта операції «Сарненський хрест»

За 80 кілометрів від стоянки Ковпака з'єднання перебували Сарни — найважливіший транспортний вузол. У цьому місті перехрещувалися залізниці — з півночі на південь Барановичі — Сарни — Рівне і з заходу на схід Ковель — Сарни — Коростень. По останній цілодобово йшли ешелони з живою силою і технікою для групи армій «Південь», на деблокування оточеного у Сталінграді Паулюса. Перед Ковпаком стояло завдання — попри все вивести з ладу Сарненський залізничний вузол, що дуже сильно ускладнило б для німців завдання перекидання військ на Схід. Ковпаківський штаб приступив до розробки операції.
Окрилені успіхом у Лельчицях, командири з'єднання розглядали варіант захоплення і утримання Сарн. Спочатку обговорили варіант пройти в місто через словацький полк, серед солдатів якого було чимало прихильників радянської влади. Однак від словака, який перебіг до партизан з Сарненського гарнізону командири дізналися, що в Сарни прибуло чотири ешелони з німецькими солдатами і технікою, які значно посилили словацький гарнізон і організували застави на всіх дорогах, що ведуть у місто. Окрім цього, розвідка донесла, що в Сарнах, окрім комендатури, гестапо, поліції, зосереджений чималий гарнізон німців, а залізниці навколо міста охороняються погано. Для командування було очевидно, що тепер Сарни не взяти — ні різким наскоком, ні оточенням.
За таких обставин Ковпак, Руднєв, Вершигора, Базима, Бережний, Кульбака, Войцехович, порадившись між собою, вирішили з метою збереження особового складу не штурмувати станцію Сарни, а одночасно висадити кілька мостів навколо неї і таким чином надовго паралізувати роботу залізничного вузла. На вибух кожного з мостів надсилалася спеціальна група. Тримати зв'язок з групами не було можливості, тому всі дії повинні були бути продуманими до найменших дрібниць заздалегідь.

## Хід операції
В ніч на 30 грудня вирушила в дорогу перша група на чолі з Цимбалом. Їй слід було добратися до Антонівки, що знаходилася за 150 км від Глушкевичів. Це єдина група, якій була надана рація. Вслід за групою Цимбала, виступаючи на Захід, але згодом, розійшовшись у різних напрямках, вирушили групи Бережного, Матющенка і Кульбаки. Бережному було поставлене допоміжне завдання — підривати мости на вузькоколійці. Йдучи на завдання, сапери знімали з місць боїв протитанкові міни для посилення наявних підривних зарядів.
У ніч з 4-го на 5-те грудня всі Ковпаківські з'єднання були готові до завдання удару. Ковпак тримав напоготові кінний ескадрон, щоб у випадку провалу одного з загонів вислати кавалеристів на допомогу. Перший вибух відпрацювала група Матющенко. Потім Бережний запалив дерев'яний міст у Дубровиці, потім спрацювала центральна група, послана з шістьмастами кілограмами толу на найбільший міст поблизу Сарн. Опісля пролунали вибухи Кульбаки біля Костополя.
Зв'язок з Цимбалом урвався, після того, як він неодноразово повідомляв, що веде бій з противником. Через кілька годин після боїв із супротивником пролунав п'ятий вибух — злетів у повітря останній міст біля Антонівки.
Операція була проведена практично без втрат особового складу, тільки група Цимбала деякий час вела бій з супротивником і повернулася на базу з пораненими.
Після повернення всіх бойових груп, до мостів були послані ще й диверсійні, які заважали окупантам відновлювати зруйноване полотно. На уцілілих дерев'яних опорах двохсотметрового моста у Дубровиці місцеві селяни підвісили величезні яскраві гарбузи, що на тиждень загальмувало роботи по відновленню моста, так як німці були впевнені, що всередині гарбузів заховані міни уповільненої дії.

## Наслідки
Більше двох тижнів через Сарни не міг пройти ні один поїзд, а повністю відновити рух через них окупанти змогли тільки через півтора місяця. Найважливіші вантажі, що постачали всю групу армій «Південь» і південне крило групи армій «Центр» застрявали на залізничних платформах. Німці змушені були гнати ешелони через Білорусь, де також велася підривна діяльність.

## Пам'ять
22 вересня 2011 року у знак вшанування пам'яті героїв-партизан в рамках проведення циклу заходів з нагоди Дня партизанської слави на приміщенні залізничної станції Сарни було відкрито меморіальну дошку пам'яті учасників операції «Сарненський хрест».